# Glavočić crveni
Glavočić crveni (lat. Millerigobius macrocephalus), ili kako se još naziva batoglavčić, je riba iz porodice glavoča (lat. Gobiidae). Ova mala ribica naraste do 4,4 cm duljine, a živi u zaljevima i na ušćima rijeka, na kamenitom terenu, između stijena ili ispod njih. Ima sve odlike glavoča, a samo tijelo mu je nešto zdepastije od svoje vrste. Boje je crvenkaste do svijetlo sive, s 9-11 tamnijih okomitih šara, koje su izraženije kod mlađih primjeraka. Živi na malim dubinama, u samom plićaku, do 4 m.

## Rasprostranjenost
Glavočić crveni živi u Mediteranu, tj. on je endemska vrsta Mediterana. Za sada se zna da obitava u Jadranu, Egejskom moru, Jonskom moru, Tirenskom moru i Ligurijskom moru.

## Vanjske poveznice
|  | Zajednički poslužitelj ima još gradiva o temi Millerigobius macrocephalus |
|  | Wikivrste imaju podatke o taksonu Millerigobius macrocephalus             |